# Brånsjön (naturreservat)
Brånsjön är ett naturreservat i Vännäs kommun i Västerbottens län.
Reservatet utgörs av ett 270 hektar stort område runt Brånsjön och är beläget nära där Vindelälven och Umeälven flyter samman. Det är skyddat sedan 1970/2004.

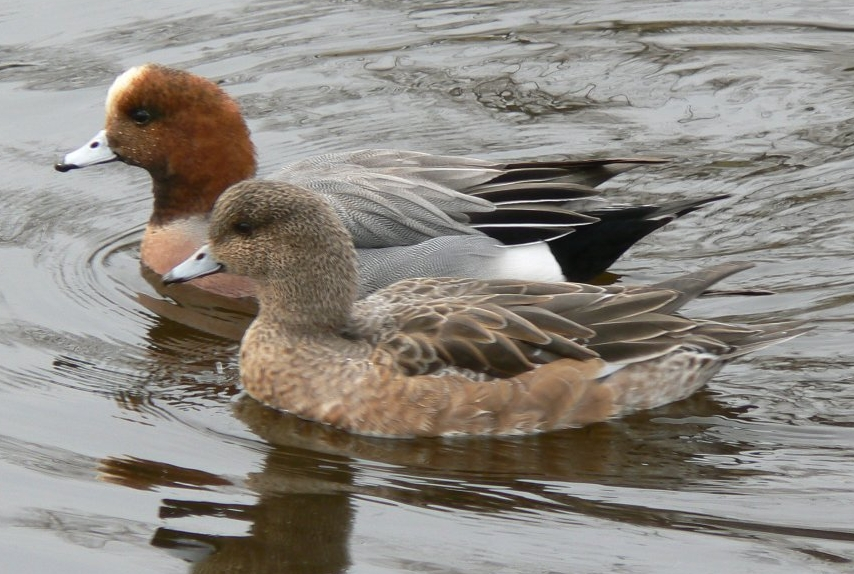
Bläsandpar

Brånsjön är en välkänd fågelsjö i Västerbottens län. Den ligger i ett omgivande jordbrukslandskap. Det är en grund och näringsrik sjö. Vattendjupet varierar från bara någon decimeter till en meter på de djupaste platserna. Större delen av sjön är täckt av vattenvegetation som fräken, starrarter och kråkklöver. De öppna vattenytorna är ganska små. Vattennivån i sjön är reglerad via en pumpstation. 
Här i Brånsjön nära Vännäsby rastar och häckar stora mängder fåglar. Regelbundet häckar årta, skedand, stjärtand, brunand, sothöna och svarthakedopping. Här finns även kricka, bläsand, grönbena och enkelbeckasin. Från sjöns fågeltorn är utsikten god.   
I detta våtmarksområde finns naturligtvis gott om insekter. 